# Centrale nucleare di Rooppur
La centrale nucleare di Rooppur è una futura centrale nucleare del Bangladesh situata presso la città di Rooppur, nel distretto di Pabna, divisione di Rajshahi. La centrale sarà equipaggiata con 2 reattori VVER1200. I lavori di preparazione del sito sono iniziati a fine 2013 mentre i lavori di costruzione sono iniziati a fine novembre 2017 ed a metà luglio 2018.